# Valeriana quadrangularis
Valeriana quadrangularis är en kaprifolväxtart som beskrevs av Carl Sigismund Kunth. Valeriana quadrangularis ingår i släktet vänderötter, och familjen kaprifolväxter. Inga underarter finns listade i Catalogue of Life.